# Базеличе
Базѐличе (на италиански: Baselice; на неаполитански: Basèuc', Базеучъ) е малко градче и община в Южна Италия, провинция Беневенто, регион Кампания. Разположено е на 620 m надморска височина. Населението на общината е 2593 души (към 2010 г.).